# Papa Pasquale II
Pasquale II, nato Raniero Raineri di Bleda (Bleda o Galeata, 1053-1055 – Roma, 21 gennaio 1118), è stato il 160º papa della Chiesa cattolica dal 1099 alla sua morte.

## Biografia

### Monaco benedettino
Si ignora tutto della famiglia di Raniero, mentre il luogo di nascita potrebbe essere Bleda (o Galeata) nell'Appennino forlivese, all'epoca nella diocesi di Sansepolcro (oggi Bleda è una frazione di Santa Sofia, dal 1975 nella diocesi di Forlì-Bertinoro).
Divenuto monaco (dapprima, come sembra, secondo la regola benedettina adottata nel monastero toscano di Vallombrosa, poi nella congregazione cluniacense), visse nel Monastero di Fiumana, presso Forlì, per circa dieci anni.
Si ritiene che il suo arrivo a Roma fu dovuto alla nomina ad abate di San Lorenzo fuori le mura da parte di Papa Gregorio VII (1073-1085).. Lo stesso papa Gregorio VII lo creò cardinale presbitero del titolo di San Clemente dopo il 1076. Nel 1088 fu tra gli elettori di Papa Urbano II, che lo nominò legato pontificio nel Regno di Castiglia, dove rimase dal 1089 al 1090. Tornato in Italia, dal 1091 in poi accompagnò Urbano II; ebbe così modo di partecipare al Concilio di Clermont (1095).

### Il pontificato

#### L'elezione al Soglio
Il 13 agosto 1099 i cardinali, in presenza del basso clero e dei rappresentanti delle autorità cittadine, elessero all'unanimità Raniero di Bleda nella basilica di San Clemente. Il giorno dopo fu consacrato vescovo di Roma dal cardinale vescovo di Ostia, Oddone II di Châtillon. Prese il nome di Pasquale. L'unico papa che aveva assunto questo nome, Pasquale I era vissuto oltre due secoli prima (817-824) ed era stato protagonista di un accordo con l'imperatore carolingio Ludovico il Pio che garantiva la collaborazione tra il romano pontefice e l'autorità imperiale.

#### Azione di contrasto agli antipapi
Il predecessore Urbano II era riuscito, nel penultimo anno del suo pontificato (1098), ad allontanare dal Lazio l'antipapa Clemente III, rifugiatosi a Ravenna. Con la morte di Urbano II, Clemente III rinnovò il proposito di tornare a Roma. Giunto ad Albano, fu però fermato dai Normanni, alleati del papa legittimo, e costretto a rifugiarsi a Civita Castellana. Qui, abbandonato dal suo alleato, Enrico IV, morì in solitudine l'8 settembre 1100.
Le spoglie di Clemente III, sepolte nella cattedrale di Civita Castellana, divennero in breve oggetto di culto per la popolazione locale, poiché si diffuse la voce che sulla tomba dell'antipapa, a seguito della trasudazione di un misterioso liquido profumato, si verificassero numerosi miracoli. Per far cessare questo culto Pasquale II ne fece disseppellire le spoglie per disperderle nel Tevere.
Poco tempo dopo la nobiltà romana elesse un nuovo antipapa nella persona di Teodorico, già consigliere di Clemente III. Il nuovo antipapa fu riconosciuto da Enrico IV ed entrò a Roma approfittando della momentanea assenza di Pasquale. Al ritorno del papa nell'Urbe, Teodorico tentò di rifugiarsi presso una famiglia nobile filo-imperiale, ma fu arrestato e successivamente rinchiuso in un monastero a Cava dei Tirreni, dove morì nel 1102.

Il suo successore, Adalberto, venne catturato dai Normanni e in seguito esiliato nel monastero di San Lorenzo ad Aversa.
Nel 1105 l'aristocrazia romana, approfittando nuovamente di un'assenza di Pasquale dall'Urbe, lo depose dal soglio pontificio con l'accusa di simonia ed eresia ed elesse ed intronizzò l'arciprete Maginulfo (18 novembre), che assunse il nome di Silvestro IV. Al ritorno del legittimo pontefice, Silvestro si rifugiò prima a Tivoli e poi ad Osimo. Nel 1111 fece atto di sottomissione al papa.

#### Relazioni con le istituzioni della Chiesa
Già membro dell'Ordine dei canonici regolari, Pasquale II ebbe molti rapporti con i Canonici di San Frediano (Lucca), di cui chiamò a Roma il priore come collaboratore, per un certo periodo. Approvò le costituzioni dei Canonici di Santa Maria in Porto (Ravenna). Ebbe relazioni anche con i Canonici San Rufo (Avignone), San Nicola  (il cui fondatore, Conone, venne chiamato a Roma e fatto cardinale vescovo di Preneste), San Vittore (Parigi), e altri.
Nel 1099 Gerardo de Saxo fondò a Gerusalemme l'Ordine degli Ospitalieri di San Giovanni di Gerusalemme (poi detti Cavalieri di Malta). Il 15 febbraio 1113 Pasquale II riconobbe l'Ordine con la bolla papale Pie Postulatio Voluntatis.
Pasquale II raccolse l'eredità del suo predecessore Urbano II, autore nel 1095 di un appello per la riconquista dei Luoghi Santi. Il 15 luglio 1099 avvenne la Presa di Gerusalemme da parte dei Crociati. Quando la notizia giunse a Roma, Pasquale era salito al Soglio da pochi mesi. Fu quindi il primo pontefice a gestire l'onere della conquista. In dicembre il papa scrisse una lettera all'episcopato della Gallia in cui affermava, seguendo lo stile di Urbano II, che la Divina misericordia «Si degnò di salvare la Chiesa asiatica dalle mani dei Turchi, e di aprire all'esercito cristiano la Città della passione e della sepoltura del Signore». Contestualmente nominò l'arcivescovo di Pisa Daiberto a nuovo Patriarca latino di Gerusalemme. Daiberto prese possesso della nuova Sede per la fine del mese di dicembre.

Nell'anno 1100 il papa nominò il cardinale Maurizio, vescovo di Porto legato per la Terra Santa affidandogli l'incarico di vigilare sulla ricostruzione e l'organizzazione della Chiesa d'Oriente (Orientalis Ecclesia).
L'anno seguente lanciò un appello per una nuova spedizione di milites Christi di supporto ai Crociati, affidandone il reclutamento alle Chiese locali. Risposero la Chiesa di Genova e la Chiesa di Milano. Il vescovo Airaldo di Genova organizzò l'invio di ventisei galee e quattro (o sei) navi. Anselmo IV prese parte personalmente alla spedizione, partendo nel settembre del 1100 alla testa di diverse migliaia di fedeli. Nel maggio del 1101 i genovesi parteciparono alla conquista di Arsuf e di Cesarea al seguito di Baldovino di Boulogne, riprendendo il mare poco dopo. La spedizione milanese, effettuata via terra, si risolse invece in un fallimento.

Nel 1102 nominò come successore di Maurizio, morto in quell'anno, Roberto da Parigi. La sua missione terminò entro il 1105. Nel 1107 inviò in Terrasanta Gibelino di Arles per risolvere una controversia sul Patriarcato di Gerusalemme.
Nel 1106 il Papa consacrò il Duomo di Parma. Il 7 gennaio 1107 consacrò il Duomo di Casale Monferrato.

#### Governo della Chiesa
Primo papa dopo un quindicennio a risiedere stabilmente a Roma, Pasquale II restaurò diverse chiese dell'Urbe. In particolare, fece ricostruire la basilica dei SS. Quattro Coronati, distrutta nel Sacco dei Normanni. A Pasquale II si deve però la distruzione del Mausoleo dei Domizi - Enobarbi, che ancora accoglieva i resti dell'imperatore Nerone, da lui - in virtù della storiografia cristiana antica - considerato un anticristo con il falso potere di risorgere; al posto del sepolcro distrutto fu eretta una cappella, nucleo originario della Basilica di Santa Maria del Popolo. A seguito delle proteste dei romani fu diffusa la falsa notizia che le ceneri di Nerone fossero state inumate nell'attuale cosiddetta Tomba di Nerone, lungo la Via Cassia (questo sarcofago accoglie in realtà Publio Vibio Mariano e la di lui moglie Reginia Massima).
Negli anni 1100-1101 effettuò un viaggio nell'Italia meridionale per risolvere alcune vertenze che erano sorte nelle comunità locali.
Tra le decisioni più importanti, Pasquale II chiuse la vertenza che intercorreva tra l'abbazia di Montecassino e la badessa di Cingla, Gemma (figlia di Pietro, conte di Caiazzo). Il Papa lanciò l'interdetto alla città di Benevento, che si era schierata contro la Santa Sede. Andò in Puglia per riunire i vescovi di Canosa e Canne, poi scese in Calabria per visitare la comunità di Mileto. Infine riunì tutti i vescovi del Mezzogiorno, con cardinali, abati, religiosi e tutti i conti Normanni nel Concilio di Melfi (agosto 1101). Pasquale II verificò i rapporti fra il Papato e i conti Normanni. Al concilio tentò di ricomporre il conflitto con l'Impero bizantino, e mostrò un atteggiamento duttile nei confronti della dispensatio e nel modo di intendere il rapporto fra lo stesso Papa ed il concilio. Probabilmente fu in quest'occasione che il pontefice concesse al vescovo di Melfi il privilegio di dipendere direttamente dalla sede di Roma.

#### Le investiture: accordi con i re d'Inghilterra e di Francia
Nel 1100 salì al trono il nuovo re d'Inghilterra, Enrico I, il quale volle riservarsi il diritto delle investiture, che apparteneva all'arcivescovo di Canterbury, Anselmo d'Aosta. L'investitura era un gesto ormai entrato nella tradizione dei rapporti tra il sovrano e i vescovi. Il re non è persona sacra, quindi in teoria non può agire sulle persone consacrate: non può nominare vescovi né abati. Nel tempo si era diffusa l'usanza da parte del re di "investire" il vescovo prima della sua consacrazione. Si creava la sequenza: elezione, investitura, consacrazione. Il gesto dell'investitura creava un rapporto di fedeltà personale tra vescovo e re: il re riconosceva che il vescovo esercitava alcune prerogative regali e il vescovo, in cambio, le poneva a disposizione di colui che riconosceva come suo re.
Sia Enrico I che Anselmo inviarono a Roma i propri rappresentanti, chiedendo a Pasquale il permesso di effettuare le nomine di vescovi e abati. Quando il pontefice oppose un rifiuto al re, Enrico I mandò in esilio Anselmo e confiscò i beni della Chiesa (1104). Nel 1107 la frattura fu ricomposta. Con la mediazione di una legazione pontificia, nonché della regina Matilde, si raggiunse un accordo (1º agosto 1107) in base al quale Anselmo manteneva per sé il diritto esclusivo di investire con l'anello e il pastorale, ma riconosceva la nomina reale per i benefici vacanti e i giuramenti di fedeltà dei dominii temporali.
Dopo l'accordo con l'Inghilterra, Pasquale II chiuse la questione delle investiture anche con Filippo I di Francia. La politica di Pasquale II portò così a compimento quella di Urbano II.
Verso la fine del pontificato i rapporti con il re d'Inghilterra ridiventarono problematici. Pasquale si lamentò (1115) che i concili venivano tenuti e i vescovi venivano trasferiti senza la sua autorizzazione, e minacciò Enrico I con la scomunica.

#### Le investiture: dissidi con l'Imperatore
Nel 1107 la questione delle investiture di vescovi e abati fu risolta positivamente con i re di Francia e d'Inghilterra. Con l'imperatore del Sacro Romano Impero le cose andarono diversamente.
Nel concilio del 1102 il pontefice rinnovò la scomunica ad Enrico IV. Contro lo stesso imperatore si rivoltò il figlio Enrico di Franconia. Ne scaturì una guerra interna (1104), vinta da quest'ultimo. Il padre morì nel 1106 mentre elaborava propositi di vendetta. Nel maggio 1105, al Concilio di Nordhausen, Enrico di Franconia, diventato Enrico V, affermò la propria devozione filiale alla Sede Apostolica. Ma dopo quest'iniziale politica conciliante, avanzò le stesse pretese del padre nei confronti del pontefice. Al Concilio di Guastalla (ottobre 1106) i legati imperiali non raggiunsero un accordo con la Santa Sede ed Enrico continuò ad effettuare investiture episcopali.
Nel 1109 Enrico inviò un'ambasceria al pontefice allo scopo di addivenire ad un accordo e poter ricevere la corona imperiale. Nel 1110 parve che tutto fosse pronto. Enrico V si mosse alla volta di Roma con il proprio esercito per concludere l'accordo con il papa ed essere incoronato imperatore. Matilde di Canossa, che evidentemente non volle essere esclusa dalle trattative, chiese di incontrarlo e gli fece atto di omaggio. Ripresa la marcia, Enrico celebrò il Natale del 1110 a Firenze. Nei giorni successivi all'Epifania del 1111 il re dei Germani giunse ad Acquapendente. Qui incontrò un'ambasceria del pontefice. A Roma, il 4 febbraio 1111, i rappresentanti imperiali raggiunsero un accordo con la delegazione della Sede Apostolica. Il 9 febbraio Enrico firmò a Sutri l'accordo, che divenne noto come Iuramentum Sutrinum. 
L'accordo conteneva una novità sostanziale: per la prima volta appariva in un documento ufficiale il termine regalia, «diritti del re (pubblici)». Si trattava dei diritti che il re conferiva attraverso il gesto dell'investitura. Il documento di Sutri conteneva l'elenco dettagliato dei regalia concessi agli ecclesiastici e, per la prima volta, si affermava che erano di esclusiva pertinenza regia. In altre parole, una volta che un vescovo (o un abate) cessava dalla carica (per qualsiasi motivo), i regalia rientravano nella disponibilità del re. L'accordo precisava - a scanso di equivoci - che i patrimoni ecclesiastici sarebbero invece rimasti intatti.
Furono stilati due documenti, uno di parte imperiale (Decretum Heinrici de bonis ecclesiarum) e uno di parte pontificia (Privilegium Pascalis). Si decise di ratificarli a Roma e di renderli pubblici il giorno dell'incoronazione imperiale. Re Enrico pose come unica condizione quella di sentire il parere dei vescovi tedeschi ed ottenere la loro approvazione.
Il papa e l'imperatore s'incontrarono il 12 febbraio nella piccola chiesa di S. Maria in Turri, nel portico della basilica di San Pietro. Mancava dunque solo il consenso dei vescovi tedeschi. Il cardinale Giovanni di Tuscolo fu incaricato di leggere pubblicamente i termini dell'accordo. I vescovi della Germania mantennero un relativo controllo delle proprie emozioni alla presenza del papa ma poi nella sagrestia della basilica petrina, quando furono soli con il re, levarono alte le loro voci: i principi ecclesiastici tedeschi protestarono vivamente poiché l'accordo significava la spoliazione dei loro beni. Re Enrico, uscito dalla sagrestia, annunciò a Pasquale II che l'accordo non valeva più nulla.
La situazione precipitò: il papa rispose che anche l'incoronazione era annullata. Al che fu circondato dagli uomini di Enrico che lo sequestrarono, insieme al suo seguito, e lo portarono fuori dalla basilica con la forza. Appena si diffuse la notizia, tutta Roma si sollevò in rivolta. Enrico, prudentemente, lasciò la città leonina per accamparsi fuori dalle mura. Poi, il 16 febbraio, si diresse in un luogo sicuro in Sabina portando con sé il papa e i cardinali prigionieri, che furono rinchiusi nel castello di Tribuco, a Ponte Sfondato di Montopoli.
Due mesi dopo, il 12 aprile 1111, a Sette Fratte, località alle porte di Roma, sedici cardinali sottoscrissero, a nome di Pasquale II, un nuovo accordo. Essi riconobbero la facoltà dell'imperatore di conferire l'investitura ai vescovi e agli abati, purché liberamente eletti. La soluzione formale fu trovata: a) nella separazione degli elementi della sequenza di riti all'interno dei quali avveniva l'investitura . La nuova sequenza divenne: elezione, consacrazione, conferimento dei regalia; b) nella sostituzione degli elementi del conferimento: non più l'anello e il pastorale, ma lo scettro. 
A loro volta i rappresentanti del re promisero la liberazione del pontefice, l'amnistia ai romani rivoltosi e la restituzione alla Chiesa dei suoi beni.
L'incoronazione di Enrico fu celebrata il 13 aprile in San Pietro. Soddisfatto, l'imperatore tornò in Germania con il suo esercito garantendo il suo sostegno all'integrità dei patrimoni ecclesiastici. Per il papa invece i mesi successivi furono tra i più difficili del pontificato. Gli abati di Montecassino e di Cluny gridarono allo scandalo: il pontefice contraddiceva la tradizione ed innovava il diritto. Altri illustri ecclesiastici, come Leone di Ostia e lo stesso Giovanni di Tuscolo, affermarono che l'accordo era sbagliato. In Francia protestò con forza Goffredo di Vendôme. Pasquale capì, grazie anche alle argomentazioni di Ivo di Chartres, grande studioso del pensiero canonistico, che l'unica possibilità che aveva di salvare il suo pontificato era di smentire gli accordi presi (recitare la palinodia). Venne attribuito a papa Pasquale questo commento, che ne sottolineò l'umiltà: “Agii da uomo, poiché sono polvere e cenere”.
Il 18 marzo 1112 riunì un sinodo in Laterano cui intervennero 125 vescovi. Pasquale II confermò le proibizioni dell'investitura laica ratificate dai predecessori Gregorio VII e Urbano II nei sinodi da essi convocati. Il sinodo sancì la nullità del concordato di Sutri e del Privilegium de investituris, che fu detto pravilegium (Constitutiones, p. 572). Tuttavia, per rispetto al giuramento del papa, all'imperatore Enrico V fu risparmiata la scomunica. Un successivo sinodo tenutosi a Vienna del Delfinato dichiarò eretica l'investitura laica (16 settembre 1112). La risposta di Enrico V non poté giungere in breve tempo. L'imperatore, infatti, rimase impegnato in una guerra interna che durò diversi anni, durante la quale fu anche sconfitto due volte prima di avere definitivamente ragione delle forze oppositrici (primavera del 1115). Durante questo periodo gli furono lanciati anatemi da vescovi e sinodi. Pasquale II evitò accuratamente di scomunicare l'imperatore, nonostante gli venisse chiesto da più parti. Il pontefice sperò fino all'ultimo di mantenere in vigore i patti del 12 aprile 1111.

### Ultimi anni e morte
Nel 1115 morì Matilde di Canossa. La difficile attribuzione dei diritti di successione, nonché il bisogno di riavviare il dialogo con l'impero determinarono la convocazione di un nuovo concilio. Negoziatore e mediatore fu Ponzio, l'abate di Cluny. Il 30 marzo 1116, quando mancavano solo due settimane alla conclusione del concilio una ribellione, fomentata forse dai Tuscolo, costrinse il pontefice ad interrompere i lavori ed a lasciare Roma. Si rifugiò nel Mezzogiorno, tra Montecassino, Capua e Benevento. Entrò in contatto con il nuovo conte normanno di Sicilia, Ruggero II, e con il re di Danimarca. Nell'Urbe si ersero a suoi difensori i Pierleoni, fedeli alleati della Chiesa romana. Enrico V cercò di approfittare della situazione e nel 1117 scese di nuovo in Italia, ufficialmente per venire in soccorso del papa. Giunto nell'Urbe incontrò i Conti di Tuscolo, padroni della città. Seguirono trattative con la Curia romana, condotte dal francese Maurizio Burdino arcivescovo di Braga, nominato dal pontefice suo legato presso l'imperatore. Enrico volle essere incoronato una seconda volta e pretese che la corona gli fosse posta sul capo proprio da Burdino: così avvenne il giorno di Pasqua in San Pietro (25 marzo 1117). Pasquale II rispose scomunicando l'imperatore da Benevento. Enrico non ne tenne conto e in estate ritornò soddisfatto in Germania.
In autunno un esercito normanno condusse il pontefice in Lazio. Il papa fissò la sua base ad Anagni. Pasquale II celebrò il Natale a Palestrina e nel gennaio 1118 tornò finalmente sul Soglio. Il suo primario obiettivo divenne attaccare e fare prigioniero il traditore Burdino, che si era rinchiuso con i suoi fedelissimi in San Pietro. Ma il 21 gennaio lo colse la morte.
Fu sepolto nella Basilica di San Giovanni in Laterano.

### Concistori per la creazione di nuovi cardinali
Papa Pasquale II durante il suo pontificato ha creato 92 cardinali nel corso di 15 distinti concistori.

## Genealogia episcopale e successione apostolica
La genealogia episcopale è:
- Cardinale Odon de Châtillon, O.S.B.Clun.
- Papa Pasquale II

La successione apostolica è:
- Vescovo Baldwin Aichinger (1103)
- Vescovo Ottone di Bamberga (1106)
- Cardinale Landolfo Rangone (1108)
- Vescovo Sancho de Agrañón (1109)
- Arcivescovo Konrad von Abensberg (1115)
- Vescovo Gebardo di Trento (1115)
- Vescovo Ugo de Montaigut (1116)
- Vescovo John Capellanus (1117)
- Cardinale Kuno di Urach (1117)

## Principali decreti
Nel 1113, papa Pasquale II riconobbe l'ordine dei Cavalieri Ospitalieri di San Giovanni in Gerusalemme, il più antico degli Ordini religiosi cavallereschi.
A Pasquale II si attribuisce la nomina del primo vescovo in terra d'America, circa quattro secoli prima di Cristoforo Colombo: si tratta di Enrico, o Henricus, vescovo di Groenlandia e Terranova.

## Culto
Per tradizione, il 21 gennaio di ogni anno, anniversario della morte di Pasquale II, il Vescovo di Forlì-Bertinoro si reca a Isola (Santa Sofia) e celebra la messa in ricordo di Pasquale II.
A lungo, dopo la sua morte, i luoghi romagnoli della sua nascita furono meta di pellegrinaggio. Lo storico medievale normanno Guglielmo di Malmesbury lo definì "uomo che non mancava di nessuna qualità".
Nel 1917/1918 la Diocesi di Sansepolcro ne celebrò solennemente l'ottavo centenario della morte a Isola. Nel XX secolo, inoltre, è esistita in Diocesi un'associazione di sacerdoti intitolata a Pasquale II.